# Highland County (Ohio)
Highland County ist ein County im Bundesstaat Ohio der Vereinigten Staaten. Der Verwaltungssitz (County Seat) ist Hillsboro.

## Geographie
Das County liegt südsüdwestlich des geographischen Zentrums von Ohio, ist im Süden etwa 50 km von der Grenze zu Kentucky entfernt und hat eine Fläche von 1445 Quadratkilometern, wovon zwölf Quadratkilometer Wasserfläche sind. Es grenzt im Uhrzeigersinn an folgende Countys: Fayette County, Ross County, Pike County, Adams County, Brown County und Clinton County.

## Geschichte
Highland County wurde am 18. Februar 1805 aus Teilen des Adams-, Clermont- und Ross County gebildet. Benannt wurde es nach dem hügeligen Land zwischen dem Scioto und dem Little Miami River.
26 Bauwerke und Stätten des Countys sind im National Register of Historic Places eingetragen (Stand 24. April 2018).

## Demografische Daten

Alterspyramide des Highland County

Nach der Volkszählung im Jahr 2000 lebten im Highland County 40.875 Menschen in 15.587 Haushalten und 11.394 Familien. Die Bevölkerungsdichte betrug 29 Einwohner pro Quadratkilometer. Ethnisch betrachtet setzte sich die Bevölkerung zusammen aus 96,88 Prozent Weißen, 1,50 Prozent Afroamerikanern, 0,24 Prozent amerikanischen Ureinwohnern, 0,32 Prozent Asiaten, 0,04 Prozent Bewohnern aus dem pazifischen Inselraum und 0,15 Prozent aus anderen ethnischen Gruppen; 0,88 Prozent stammten von zwei oder mehr Ethnien ab. 0,53 Prozent der Bevölkerung waren spanischer oder lateinamerikanischer Abstammung.
Von den 15.587 Haushalten hatten 34,0 Prozent Kinder und Jugendliche unter 18 Jahre, die bei ihnen lebten. 58,4 Prozent waren verheiratete, zusammenlebende Paare, 10,3 Prozent waren allein erziehende Mütter, 26,9 Prozent waren keine Familien, 23,2 Prozent waren Singlehaushalte und in 10,6 Prozent lebten Menschen im Alter von 65 Jahren oder darüber. Die Durchschnittshaushaltsgröße betrug 2,60 und die durchschnittliche Familiengröße lag bei 3,04 Personen.
Auf das gesamte County bezogen setzte sich die Bevölkerung zusammen aus 27,0 Prozent Einwohnern unter 18 Jahren, 8,5 Prozent zwischen 18 und 24 Jahren, 27,8 Prozent zwischen 25 und 44 Jahren, 22,8 Prozent zwischen 45 und 64 Jahren und 13,8 Prozent waren 65 Jahre alt oder darüber. Das Durchschnittsalter betrug 36 Jahre. Auf 100 weibliche Personen kamen 95,2 männliche Personen. Auf 100 Frauen im Alter von 18 Jahren oder darüber kamen statistisch 92,8 Männer.
Das jährliche Durchschnittseinkommen eines Haushalts betrug 35.313 USD, das Durchschnittseinkommen der Familien betrug 41.091 USD. Männer hatten ein Durchschnittseinkommen von 32.541 USD, Frauen 22.842 USD. Das Prokopfeinkommen betrug 16.521 USD. 9,0 Prozent der Familien und 11,8 Prozent der Bevölkerung lebten unterhalb der Armutsgrenze. Davon waren 15,4 Prozent Kinder oder Jugendliche unter 18 Jahre und 11,4 Prozent waren Menschen über 65 Jahre.